# Theotima minutissima
Theotima minutissima is een spinnensoort uit de familie Ochyroceratidae. De soort komt voor in tropisch Amerika, Azië en de Pacifische eilanden.